# Куклин, Лев Валерианович
Лев Валерианович Кукли́н (17 августа 1931, Новозыбков — 22 июня 2004, Санкт-Петербург) — советский и российский поэт, драматург, поэт-песенник.

## Биография
Лев Куклин родился 17 августа 1931 года в Новозыбкове (ныне — Брянская область). Родители его, Валериан Александрович Куклин и Буня Исааковна Тест, были инженерами-геологами, полярниками, принимали участие в экспедициях на Новую Землю; отец умер в ленинградскую блокаду.
Лев, окончив до Великой Отечественной войны в Ленинграде два класса школы, переехал к родителям отца в Вельск, где работал на лесозаготовках, подмастерьем токаря, окончил семилетнюю школу, там же он начал писать стихи. После войны вернулся в Ленинград, а окончив среднюю школу был принят в Ленинградский горный институт, который окончил в 1954 году.
Печататься начал в 1947 году, когда его стихи были включены в сборник «Первая встреча», публиковались в пионерских газетах. По впечатлениям от работы в 1954 году в Казахстане написана его книга «Соседям по жизни», вышедшая в 1958 году. Член КПСС с 1960. С 1961 года являлся членом Союза писателей СССР.
Лев Куклин написал несколько десятков книг, в том числе «Рудник радости» (1964), «Зелёная планета» (1969), «Зов» (1977), «Горожане» (1980), «Динамитный патрон» (1984), «Моя анкета» (1984), «Прямой взгляд» (1986), «Диалог» (1988), «Несколько школьных „почему?“: раздумья о воспитании» (1989), «Автострада» (1991), «Год лошади» (1999).
На слова Льва Куклина советскими и российскими композиторами написан ряд песен, в том числе «Сколько нас?» (муз. О. Хромушина), «Песня о голубых городах» (из кинофильма «Два воскресенья», муз. А. Петрова), «Качает, качает…» (из спектакля «Иду на грозу», муз. А. Колкера), «Что у вас, ребята, в рюкзаках?» (муз. Ю. Зарицкого), «Звёзды в кондукторской сумке: песня-мечта» (муз. А. Петрова), автор текстов песен к кинофильмам «Макар-следопыт», «Выстрел в спину».
Выполнил перевод слов польской песни «Раз, только лишь раз», с которой Эдуард Хиль занял второе место на Международном фестивале песни в Сопоте в 1965 году.
Лев Куклин является соавтором сценария к фильму «Его звали Роберт» (1967), написал также песню «Кто сказал, что дважды два четыре» к этому фильму на музыку А. Петрова, автор сценария фильмов «Ночи полчаса» (1966), «Своя судьба, своя строка» (1973), «Песни и праздники» (1974), «Корабелы» (1980). Написал либретто к опере Ю. Зарицкого «Меч кузнеца» (1973) по пьесе «Девичье озеро», к опере «Песни Белого моря» (1977).
Пародию на стихотворение Куклина
Я немало дорог истоптал в этом мире,
И на собственной шкуре я понял зато:
Дважды два – не всегда в нашей жизни четыре,
А порою – и пять.
А бывает – и сто.
написал Александр Иванов
Я когда-то мечтал
инженером стать горным,
В этом деле хотел получить я права.
Но везде мне вопрос задавали упорно:
– Сколько будет, товарищ Куклин,
дважды два?
– Пять! – всегда отвечал я упрямо и гордо,
В эту цифру вложив темперамент и злость.
Инженером, увы, а тем более горным,
К сожалению, так мне и не довелось...
           <…>
Похоронен на Смоленском православном кладбище Санкт-Петербурга.
В Вельске есть музей Льва Куклина.